# Bembidion virgatulum
Bembidion virgatulum är en skalbaggsart som beskrevs av Thomas Casey. Bembidion virgatulum ingår i släktet Bembidion och familjen jordlöpare. Inga underarter finns listade i Catalogue of Life.